# 20ª Divisione fanteria "Friuli"
La 20ª Divisione fanteria "Friuli" fu una grande unità di fanteria del Regio Esercito italiano durante la seconda guerra mondiale. Impiegata brevemente nell'invasione della Jugoslavia, venne poi trasformata nel 1944 nel Gruppo di Combattimento "Friuli" per prendere parte alla guerra di liberazione.

## Storia
In attuazione della legge 29 giugno 1882 si costituisce in Milano il 1º novembre 1884 la Brigata "Friuli", contemporaneamente alla formazione dei reggimenti di fanteria 87° e 88°, che ne fanno parte. Essa partecipa alla prima guerra mondiale, operando nella zona del Carso di Monfalcone.
Il 28 dicembre 1926 il Comando di brigata viene sciolto. Nel 1939 per trasformazione della 20ª Divisione di fanteria "Curtatone e Montanara" si costituisce la 20ª Divisione fanteria "Friuli" la quale, all'inizio della seconda guerra mondiale, inquadra l'87º e 88º Fanteria e il 35º Reggimento artiglieria "Friuli".

### Nella seconda guerra mondiale
Schierata nel 1940 alla fronte occidentale alpina nella zona Germanasca e Pellicene, non prende parte alle operazioni contro la Francia per il rapido concludersi delle ostilità. Spostata nel 1941 sul confine jugoslavo inserita nel VI Corpo d'armata, con il compito di rompere la sistemazione difensiva nemica di copertura nel tratto Iga Vas-Babina Poljca, parte alle operazioni dal 6 al 18 aprile, entrando in territorio nemico l'11 aprile, raggiungendo il 22 aprile Loska Dolina e Loški Potok e rimanendo in zone delle operazioni fino al 5 maggio fa rientro in Italia ed inizia l'addestramento per prendere parte all'operazione C3 (invasione di Malta).
Dopo la rinuncia dell'Asse a tale operazione dall'8 novembre 1942 inizia la preparazione per il trasferimento in Corsica che viene completato da tutti i suoi reparti il 20 novembre e alla fine del mese di novembre viene schierata di presidio nella parte settentrionale dell'isola (Col de Teghime, Bastia), sotto il comando del VII Corpo d'armata.
Dall'8 settembre 1943, data della proclamazione dell'armistizio, aderisce al Regno del Sud, e la Divisione in Corsica sostenne con successo fino al 4 ottobre, unitamente ad altre unità italiane, duri scontri con unità tedesche (16. SS-Panzergrenadier-Division "Reichsführer-SS", 90. Panzergrenadier-Division) cacciandole dall'isola e i suoi reparti intervengono nella zona di Teghime, Bastia, Casamozza.
Ai primi di novembre, la Divisione passa in Sardegna e quindi nel continente dove nel luglio 1944 a San Giorgio del Sannio viene costituito con reparti provenienti dalla Divisione il Gruppo di Combattimento "Friuli" guidato dal generale Arturo Scattini e prende parte alla guerra di liberazione, entrando a Bologna la mattina del 21 aprile 1945 con altre unità Alleate.

### Dal dopoguerra al 1960
Nel dopoguerra, Il 15 ottobre 1945, il Gruppo di Combattimento "Friuli", riprende il nome di Divisione fanteria "Friuli" mantenendo inizialmente i Reggimenti 87º e 88º Fanteria e 35º Artiglieria da campagna, il 120º Battaglione misto genio e reparti minori con il comando di divisione spostato a Bolzano alle dipendenze del IV Comando militare territoriale e alla fine degli anni quaranta a Firenze alle dipendenze del VII Comando militare territoriale.
La formazione modifica più volte la sua conformazione organica. 

### La brigata
Il 15 aprile 1960 venne ridotta a Brigata, con la denominazione di Brigata di fanteria "Friuli".
Con la ristrutturazione dell'Esercito, il 23 settembre 1975 l'unità assunse il nome di Brigata motorizzata "Friuli" e il 1º giugno 1991, dopo aver cambiato nuovamente la sua fisionomia organica venne rinominata Brigata meccanizzata "Friuli", in seguito alla ridenominazione della Brigata meccanizzata "Trieste" di cui venivano assorbiti alcuni reparti, con il comando trasferito da Firenze a Bologna, che era la sede della Brigata "Trieste"; il 21 settembre dello stesso anno al reparto venne conferita la cittadinanza onoraria di Udine, di cui porta nello stemma araldico il castello.
In seguito alla trasformazione della Brigata da meccanizzata ad aeromobile il 1º maggio del 2000 il reparto cambiò la sua denominazione in Brigata aeromobile "Friuli".
Nel 2013 viene costituita la Divisione "Friuli", nell'ambito della soppressione del 1º Comando delle forze di difesa dell'Esercito Italiano.

## Ordine di battaglia: 1940-1943

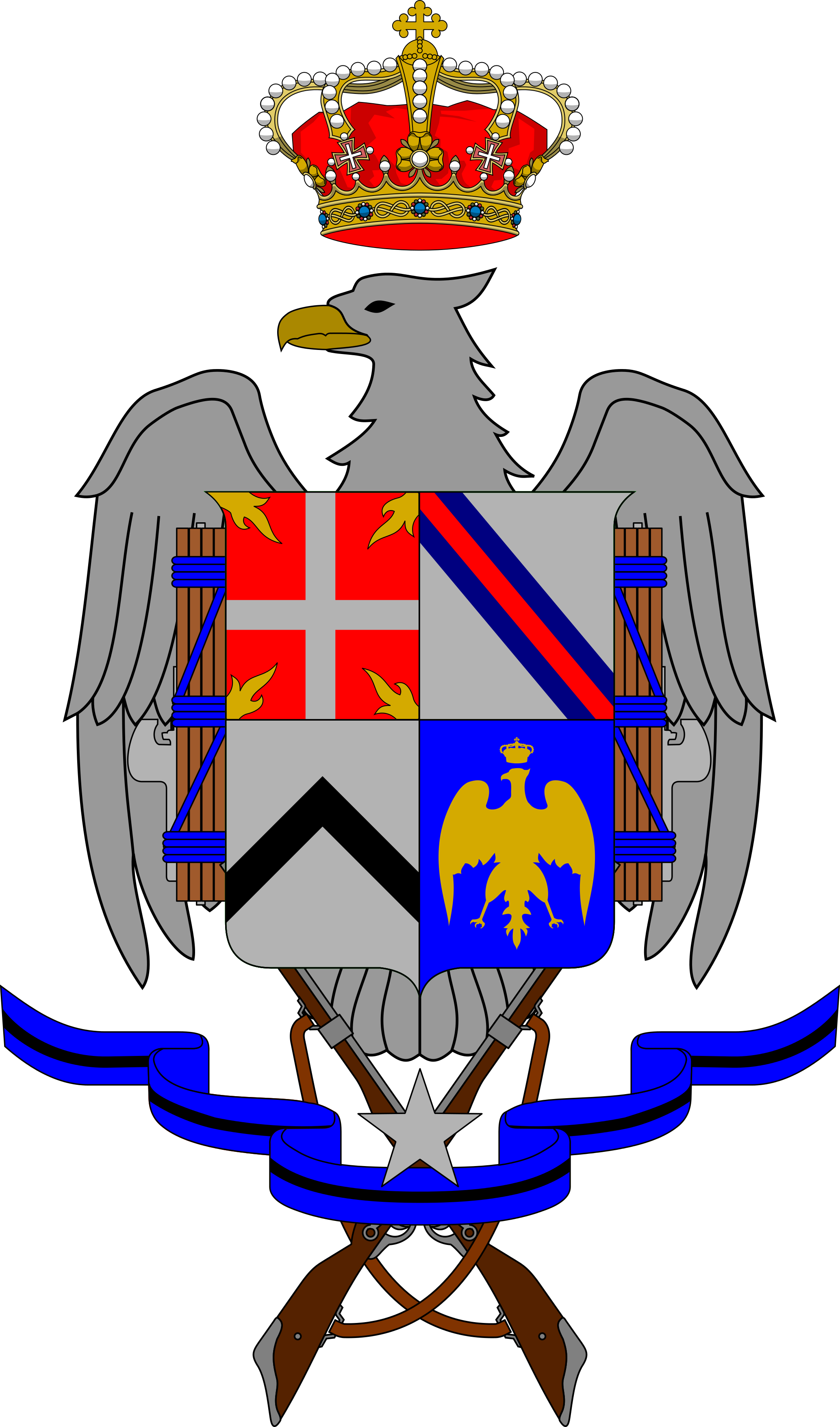
Lo stemma araldico dell'88º Reggimento fanteria "Friuli", 1939

- Comando della fanteria divisionale (Gen. B. Adolfo Antoniazzi dal 20 agosto 1941 al 31 gennaio 1942) (Gen. B. conte Carlo Fantoni dal 1º febbraio 1942 al 22 agosto 1943)
- 87º Reggimento fanteria "Friuli"
- 88º Reggimento fanteria "Friuli"
- 88ª Legione CC.NN. "Alfredo Cappellini"
  - LXXXVIII Battaglione CC.NN. "Costanzo Ciano"
  - XCVI Battaglione CC.NN. "Petrarca"
- 35º Reggimento artiglieria "Friuli"
  - I Gruppo artiglieria da 100/17
  - II Gruppo artiglieria da 75/27
  - III Gruppo artiglieria da 75/18
  - IV Gruppo artiglieria da 75/18
  - V Gruppo artiglieria contraerea
    - 35ª Batteria artiglieria contraerea da 20/65
    - 320ª Batteria artiglieria contraerea da 20/65
    - 356ª Batteria artiglieria contraerea da 20/65
- XX Battaglione mortai da 81
- XX Battaglione semoventi controcarro L40 da 47/32
- CXX Battaglione misto genio
  - 52ª Compagnia genio
  - 20ª Compagnia mista telegrafisti/marconisti
  - 20ª Compagnia chimica
- 26ª Sezione sanità
  - 81º Ospedale da campo
  - 82º Ospedale da campo
  - 83º Ospedale da campo
  - 491º Ospedale da campo
- 14ª Sezione sussistenza
- 19ª Sezione panettieri
- 20ª Sezione autocarrette
- 156ª Autosezione
- 577ª Autosezione
- 58ª Sezione CC.RR.
- 59ª Sezione mista CC.RR.
- 79º Ufficio posta militare
- truppe di corpo d'armata:
  - DX battaglione territoriale mobile
  - una compagnia mitraglieri
  - guarnigione di Bastia
    - tre battaglioni

## Campagne di guerra e fatti d'arme
Prima guerra mondiale (1915-18):
- 1915: settore di Monfalcone
- 1916: Monte Sei Busi (maggio) – Trentino (luglio): Val Frenzela, Monte Catz – Monte Mosciagh
- 1917: Isonzo (maggio): Vodice, Monte Santo, Conca di Plezzo – Stretta di Saga (ottobre)
- 1918: Serravalle all'Adige (giugno – ottobre)

Seconda guerra mondiale (1940-43):
- 1940: Piemonte
- 1941: frontiera italo-jugoslava (7-18 aprile) – territorio nazionale
- 1942: Corsica (novembre)
- 1943: Corsica

Liberazione (1943-45):
- 1943: Corsica: Col de Teghime, Bastia, Casamozza – Sardegna (novembre)
- 1944: territorio nazionale
- 1945: fiume Senio, Brisighella (febbraio) – fiume Santerno, fiume Sillaro, Bologna (entra nel capoluogo emiliano il 21 aprile)

## Comando Divisione "Friuli"
Il 15 luglio 2013 la Divisione "Friuli" si è ricostituita al comando del generale di divisione Flaviano Godio, con sede a Firenze nella caserma "Predieri". Il 1º ottobre 2013, con l'effettivo scioglimento del 1º Comando FOD di Vittorio Veneto, la Divisione ha acquisito parte delle competenze del disciolto comando e le Brigate "Ariete", la cui sede di comando è a Pordenone, "Pozzuolo del Friuli", la cui sede di comando è a Gorizia, e "Friuli" la cui sede di comando è a Bologna.
Il 1º luglio 2019 nella Caserma “Predieri” di Firenze, per ridenominazione della Divisione "Friuli", è stata costituita la Divisione "Vittorio Veneto"

## Comandanti
1940-1943
- Generale di divisione Vittorio Sogno
- Generale di divisione Vito Ferroni
- Generale di divisione Giacomo Carboni
- Generale di divisione Ettore Cotronei
- Generale di brigata Ugo De Lorenzis
- Generale di brigata Bartolomeo Pedrotti

2013-oggi
- Generale di divisione Flaviano Godio
- Generale di divisione Carlo Lamanna

## Onorificenze
- Bruno Conti (1911-1943): medaglia d'oro al valor militare alla memoria